# Anton Burg

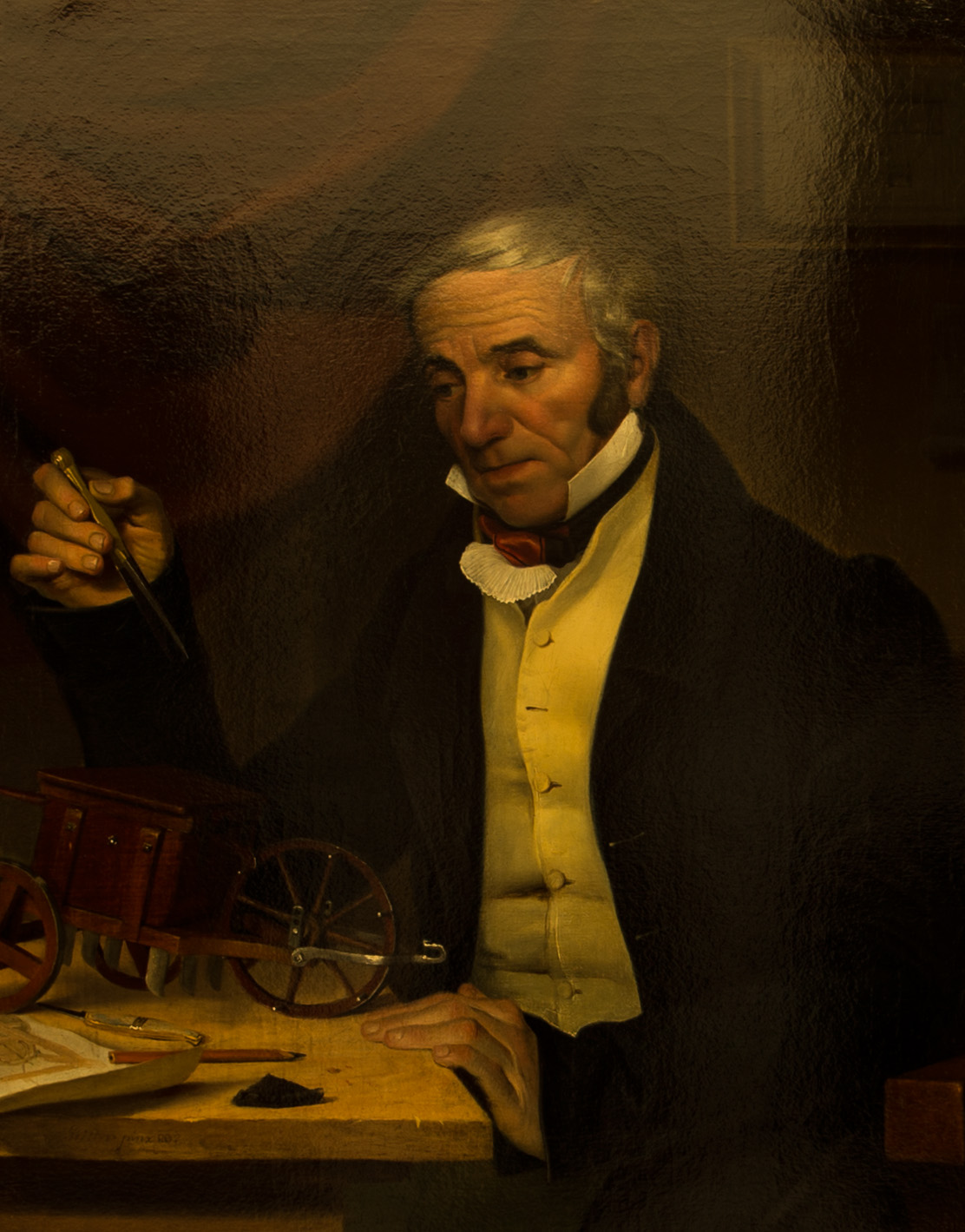

Anton Burg (* 25. Dezember 1767 in Sobernheim an der Nahe; † 9. Oktober 1849 in Wien-Wieden) war ein deutscher Ackerbau-Werkzeugmacher und Maschinenfabrikant.

## Herkunft und Familie
Anton Burg wurde als eines von zehn Kindern des aus Reil im Kröver Reich stammenden Anton Burg und der Maria Louisa Theresia geb. Erf am 25. Dezember 1767 im damals kurpfälzischen Sobernheim an der Nahe geboren. Im Jahre 1790 zog es den gelernten Tischler Burg in die Hauptstadt des Kaiserreichs nach Wien, wo er die 1763 geborene Katharina Wedl heiratete und 1798 die erste Fabrik für landwirtschaftliche Maschinen gründete. Sein ältester Sohn Adam, der spätere Direktor des k.k. Polytechnischen Instituts in Wien, wurde am 21. Januar 1797 geboren, der 1803 geborene Anton arbeitete von Jugend an im väterlichen Betrieb und erbte ihn nach dem Tod des Vaters.
Nach einem Verzeichnis der Wiener Zeitung vom 9. Mai 1798 beteiligte sich der Tischler Anton Burg mit 1 fl. 30 kr. an dem für das Jahr 1797 ausgeschriebenen Kriegsdarlehen. 1805 wohnten Anton Burg und seine Familie „Auf der Wieden“, einem aufstrebenden Wohn- und Gewerbegebiet zwischen der Inneren Stadt und dem Linienwall, in der Alleegasse (heute: Argentinierstraße) im Haus „zun 2 Schimmeln“, 1810 in der Nähe der Karlskirche „Beym Mondschein“ (heute: Technikerstraße). Das Wiener „Handlungs Gremien und Fabricken Adressen Buch des Oesterreichischen Kaiserthumes“ von 1812 bezeichnete Anton Burg als „Maschinen- (ökonomische) und Ackerbau-Werkzeugmacher“, der ab 1814 in der Favoritengasse ein eigenes Haus besaß, in dem sich auch die Werkstatt befand.
Von seinen Söhnen erfuhr Adam Burg (1797–1882) als Mathematiker und Förderer der industriellen Entwicklung zahlreiche öffentliche Ehrungen, Anton Burg jun. (1803–1869) setzte das Werk seines Vaters im Landmaschinenbau und durch sein gesellschaftlich-politisches Engagement in Wieden fort bis zu seinem plötzlichen Tod am Silvestertag 1869.

## Pionier der Laufmaschine
Im Sommer 1817 erprobte der vom Dienst freigestellte badische Forstbeamte Karl Drais zwischen Mannheim und Schwetzingen und zwischen Gernsbach und Baden-Baden seine Laufmaschine und erhielt für den Bau des Gefährts ein Großherzoglich Badisches Privileg. Nachdem aber ein Privilegiengesuch von Karl Drais an den österreichischen Kaiser im November 1817 abgelehnt worden war, baute Burg die Draisine nach und richtete gegenüber dem Theresianum in der Favoritenstraße eine Schule für „Laufübungen auf der Draisine“ ein. Der geschäftstüchtige Maschinenfabrikant gestattete die Einübung der erforderlichen Geschicklichkeiten gegen eine Gebühr von 20 Kreuzer für eine Viertelstunde, 36 Kreuzer für eine halbe und einen Gulden für eine ganze Stunde. Burgs Draisine kostete zwischen 66 und 100 Gulden. Die Eipeldauer-Briefe von 1818 nannten die Laufmaschinen „Fiakersurrogate“, ihre Nutzer „Fußkutscher“ oder „Schnell-Laufer“.
1824 erhielten die Fabrikanten Anton Burg und Sohn ein „dreijähriges Privilegium auf die Erfindung einer auf drei Rädern ruhenden Maschine, mit welcher man sich selbst führen kann.“ Die Maschine hatte „zwischen dem Hinter-Rad und den beiden Vorder-Rädern, welche zum Behufe der Direkzion um eine vertikale Achse drehbar sind, einen Sattel, auf welchen die fahrende Person sich so setzt, daß sie mit den Fußspitzen noch den Fußboden berührt, um so, obgleich getragen, die Maschine vorwärts zu schieben.“

## Leistungen und Auszeichnungen
Bereits 1822 hatte Burg eine Maschine erfunden, „welche das Traben der Pferde vollkommen nachahmt und dem darauf Sitzenden eben die Gefühle verursacht und eben die Wirkungen hervorbringt, wie das Reiten. Durch künstlich und beliebig stärkere oder schwächere Erschütterungen, arbeitet sie den mit einer sitzenden Lebensart für den Unterleib verbundenen Uebeln entgegen.“
Anerkennung über Wien und Österreich hinaus fand Anton Burg, „welcher eine Hochschule zu besuchen keine Gelegenheit hatte, sondern seine Kenntnisse sich in Werkstätten und durch unabläßiges Selbststudium erwarb. Er war … factisch der Erste in Oesterreich, welcher sich auf die Erzeugung von landwirthschaftlichen Maschinen verlegte.“ Von 1797 an erfand, verbesserte und vertrieb er nützliche landwirtschaftliche Geräte von der Sämaschine über den Eisenpflug bis zu Mühlen und Wasserschöpfwerken, sammelte mehr als 400 Modelle landwirtschaftlicher Geräte, die er teilweise für Ausstellungen in den Franzensmuseen von Wien und Brünn zur Verfügung stellte. Als Richter auf dem Schaumburgergrund im Stadtteil Wieden machte er sich durch die Regulierung der Straßen, die Einführung der Straßenbeleuchtung, die Gründung einer Kinderbewahr- und der Trivialschule sowie durch die weise und sparsame Verwaltung des Gemeindevermögens verdient und erwarb durch sein caritatives Engagement 1822 den Ehrentitel eines „k.k. Armenvaters“.
Für seine Leistungen und Verdienste erhielt der Hofmaschinist und Eigentümer der „K. K. Hofackerwerkzeug- und Maschinenfabrik Anton Burg & Sohn“ 1811 die Erlaubnis, den kaiserlichen Adler führen zu dürfen, und 1827 das Bürgerrecht der Stadt Wien ehrenhalber. 1876 gab die Stadt Wien der Verbindung zwischen Klagbaumgasse und Lambrechtgasse im Stadtteil Wieden den Namen Anton-Burg-Gasse.
Ein Nachbau der Laufmaschine von Anton Burg und Informationen zur Familie Burg sowie zur Werkstatt „Anton Burg und Sohn“ finden sich im Rheinhessischen Fahrradmuseum Gau-Algesheim.
Die Herstellung der Prachtdraisine von Johann von Österreich, heute im Bestand des Universalmuseum Joanneum, Graz wird Anton Burg zugeschrieben.